# Silnice II/421
Silnice II/421 je česká silnice II. třídy v Jihomoravském kraji. Je dlouhá asi 33 km. Vede z Terezína u Čejče údolím Trkmanky, přes Velké Pavlovice, podél hráze Novomlýnské nádrže a skrze CHKO Pálava do Mikulova.

## Vedení silnice

### Jihomoravský kraj

#### Okres Hodonín
- Terezín (napojení na II/380)

#### Okres Břeclav
- odbočka Brumovice (III/4211)
- Kobylí (odbočka III/42112 do Vrbice)
- Bořetice (odbočka III/42111 do Němčiček a III/42112 do Vrbice)
- Velké Pavlovice (III/42113, III/42114)
- most přes D2 (bez nájezdu)
- křížení a krátká peáž s II/425
- objížďka žst. Zaječí a most přes trať Brno-Břeclav
- Zaječí
- odbočka Přítluky (III/42115)
- Nové Mlýny (obchvat)
- most přes Dyji
- Milovice (křížení a krátká peáž s III/42117)
- Mikulov
  - ul. Bezručova
  - odbočka směr Klentnice (III/42120)
  - ul. Hliniště, ul. Gagarinova
  - křižovatka s III/0525 a II/414 (propojení na I/52)

## Zajímavosti na trase
- dno bývalého Kobylského jezera
- Kravihorská republika u Bořetic
- Velkopavlovická vinařská podoblast
- hráz Novomlýnské přehrady
- Národní přírodní rezervace Křivé jezero
- CHKO Pálava
  - Přírodní rezervace Milovická stráň
  - Obora Klentnice
  - Obora Bulhary
  - Přírodní památka Na cvičišti
  - Přírodní památka Lom Janičův vrch
  - Přírodní rezervace Turold a jeskyně Na Turoldu
- město Mikulov